# 親衛隊分隊領袖
親衛隊分隊領袖（德語：Rottenführer）是納粹德國準軍事組織「親衛隊」的一個階級，首創於1932年；其官等高於親衛隊突擊隊員，但低於親衛隊下級小隊領袖。
分隊領袖的官等標記為帶兩條銀色橫紋的黑底襟章。在身著灰色的野戰制服時，分隊領袖亦會配戴與德意志國防軍上等豁免兵樣式相同的臂章。

## 創設
分隊領袖於1932年由納粹黨準軍事部隊「衝鋒隊」為因應不斷擴大的組織規模與持續浮現的官兵職等需求而創設。由於親衛隊早期的階級系統均承襲自衝鋒隊，因此親衛隊分隊領袖的階級設計亦與衝鋒隊如出一轍。
分隊領袖是親衛隊與衝鋒隊中第一個擁有指揮部隊權力的階級，不過其指揮的部隊規模通常不會超過5至7人，且須聽命於小隊領袖。
1934年後，親衛隊的階級系統被重建；此後親衛隊分隊領袖的上位階級變為親衛隊下級小隊領袖，但衝鋒隊方面則沿用舊制。

## 使用

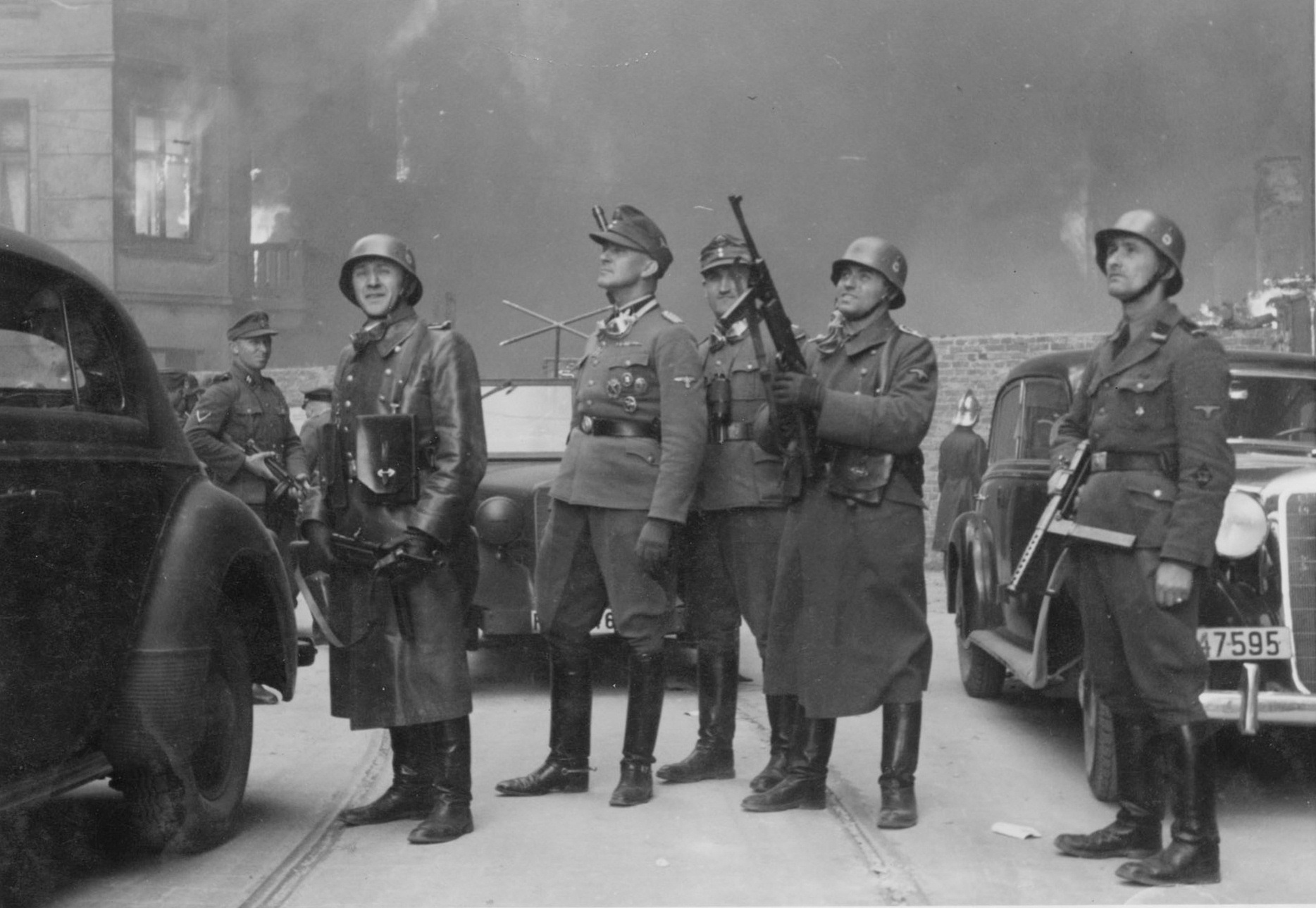
位於圖片最右側的是親衛隊分隊領袖约瑟夫·布勒舍，其他人員則隸屬於親衛隊保安處，攝於1943年華沙猶太區起義期間。

在武裝親衛隊中，本階級的官等與國防軍上等兵相當。雖然擁有指揮少許部隊的權力，但分隊領袖並不屬於士官階級。
欲晉升至分隊領袖以上階級者均須經過一系列考核與戰鬥技巧評估；在審查程序進行期間，欲晉升者會被稱為「下級領袖候選人員」（Unterführer-Anwärter）。武裝親衛隊也可以透過入讀容克學校的方式晉升至士官或軍官階級。

## 標記

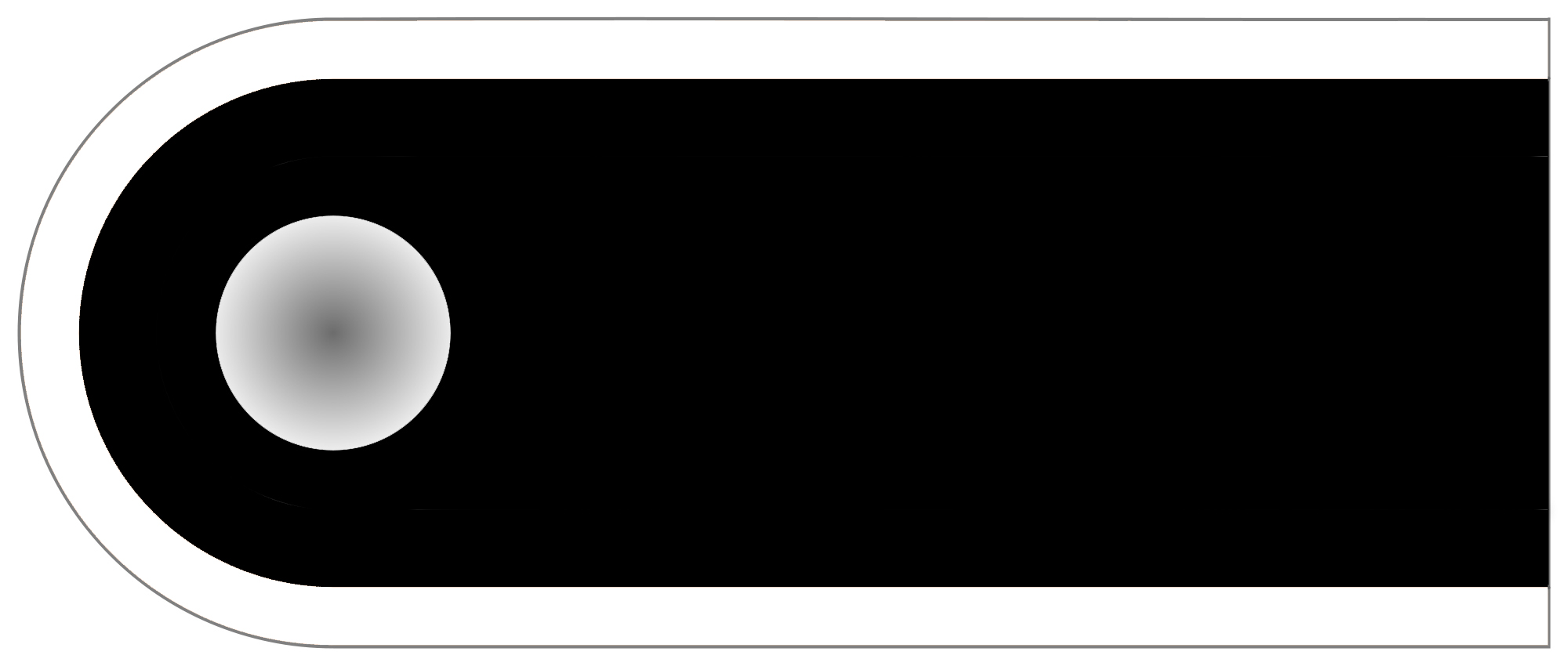
肩章
襟章
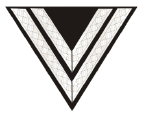
臂章

## 引用
1. 1 2 3  McNab 2009，第30頁.
2. ↑  Flaherty 2004，第148頁.
3. ↑  McNab (II) 2009，第15頁.

## 圖書
- Flaherty, T. H. . Time-Life Books, Inc. 2004 [1988]. ISBN 1 84447 073 3.
- McNab, Chris. . Amber Books Ltd. 2009. ISBN 978-1-906626-49-5.
- McNab (II), Chris. . Amber Books Ltd. 2009. ISBN 978-1-906626-51-8.